# Ciclone Cheneso
O ciclone tropical Cheneso foi um forte ciclone tropical que afetou Madagascar em janeiro de 2023. A quarta tempestade tropical e o quinto ciclone tropical da temporada de ciclones do sudoeste do Oceano Índico de 2022–23, Cheneso desenvolveu-se a partir de uma zona de estado climático perturbado que foi monitorado pela primeira vez no RSMC La Réunion em 17 de janeiro. Apesar da convecção envolver o padrão de banda curva, o sistema formou uma depressão tropical em 18 de janeiro. A depressão se fortaleceu na tempestade tropical severa Cheneso no dia seguinte. Cheneso atingiu o norte de Madagascar e enfraqueceu em uma depressão interior, antes de emergir no Canal de Moçambique. Cheneso mais tarde se fortaleceu em um ciclone tropical em 25 de janeiro. O sistema continuou se movendo para o sudeste, antes de entrar em uma depressão pós-tropical em 29 de janeiro.
O Escritório Nacional de Gerenciamento de Riscos e Desastres (BNGRC) registrou 33 mortes e 20 desaparecidos. A agência informa um total de 90.870 pessoas afetadas, 34.100 das quais foram deslocadas. Cerca de 23.600 casas e 164 escolas sofreram danos. Os humanitários e as autoridades também apoiaram a preparação pós-tempestade e os esforços de socorro, já que se esperava que milhões fossem afetados. As mesmas áreas foram afetadas por um ciclone Freddy muito mais forte duas semanas depois.

## História meteorológica
A origem de Cheneso remonta a uma área de chuvas e trovoadas persistentes ao sul de Diego Garcia, observada pela primeira vez pelo Météo-France (MFR) em 10 de janeiro de 2023. Três dias depois, o Joint Typhoon Warning Center (JTWC) também começou a monitorar a área de perturbação. O sistema localizou-se em um ambiente favorável à intensificação, bem como temperaturas quentes da superfície do mar, baixo a alto cisalhamento vertical do vento. Apesar disso, o MFR iniciou alertas para a zona de clima perturbado, enquanto o JTWC emitiu um Alerta de Formação de Ciclone Tropical (TCFA) em 17 de janeiro. Seis horas depois, o MFR atualizou o sistema para o status de distúrbio tropical. Da mesma forma, o JTWC posteriormente iniciou alertas sobre o sistema e o classificou como ciclone tropical 08S. A convecção profunda estava envolvendo o padrão de banda curva, levando o MFR a atualizá-lo para um status de depressão tropical. Às 12:00 UTC de 18 de janeiro, o MFR também atualizou o sistema para um status de tempestade tropical moderada, e o Meteo Madagascar o nomeou Cheneso. Logo depois, Cheneso se intensificou ainda mais em um status de tempestade tropical severa. Imagens de satélite mostraram que um centro nublado denso (CDO) estava obscurecendo o centro de circulação de baixo nível (LLCC). Cheneso continuou se movendo para o oeste e, no dia seguinte, atingiu o norte de Madagascar; o JTWC divulgou seu aviso final sobre a tempestade. Às 18:00 UTC, o MFR declarou que Cheneso havia degenerado em uma depressão terrestre. Devido à incerteza na previsão da trajetória da tempestade, o MFR deixou temporariamente de emitir avisos em 20 de janeiro. Durante o dia 21 de janeiro, Cheneso começou a emergir no Canal de Moçambique, o JTWC retomou o monitoramento e afirmou que o sistema tinha potencial para se desenvolver novamente. O LLCC começou a se consolidar com bandas convectivas profundas envolvendo-o. Como resultado, o MFR iniciou os alertas novamente em 23 de janeiro.

Cheneso chegando a Madagascar em 19 de janeiro

Cheneso ganhou status de distúrbio tropical mais uma vez, porém o sistema carecia de convecção profunda perto de seu centro. Às 14:00 UTC daquele dia, o JTWC reemitiu um TCFA e atualizou o sistema para uma tempestade tropical. Cheneso retomou sua tendência de organização logo depois e, às 00:00 UTC de 24 de janeiro, o MFR atualizou o sistema para o status de depressão tropical. Seis horas depois, a convecção aumentou perto do centro e a tempestade foi atualizada para o status de tempestade tropical moderada. A tempestade continuou a se organizar com um CDO intenso se formando junto com um olho, e Cheneso se fortaleceu para o status de tempestade tropical severa. Por volta das 03:00 UTC de 25 de janeiro, Cheneso se fortaleceu em um ciclone tropical equivalente à categoria 1 na escala de ventos de furacão Saffir-Simpson (SSHWS), ao se aproximar da costa de Madagascar. O ciclone se fortaleceu ainda mais com um padrão curvo definido, marcando sua intensificação em um status de ciclone tropical. Por volta das 18:00 UTC, o padrão ocular se consolidou quando o ciclone se moveu para nordeste depois de ficar parado nas últimas 6 horas. As imagens de satélite mostraram que uma faixa convectiva bem enrolada estava circulando em torno de um olho cheio de nuvens. Cheneso começou a enfraquecer rapidamente depois que seu olho entrou em colapso e os topos das nuvens esquentaram. Por volta das 12:00 UTC de 26 de janeiro, Cheneso foi rebaixado para o status de tempestade tropical severa pelo MFR, enquanto se dirigia na direção sudeste.
No dia seguinte, Cheneso foi rebaixado para o status de tempestade tropical pelo JTWC como seu LLCC e sua convecção circundante tornou-se uma banda fria fragmentada. Mas, o padrão de nuvens de Cheneso continuou a melhorar com seu CDO, e Cheneso se intensificou novamente, atingindo ventos máximos sustentados de 10 minutos de65 kn (120 km/h; 75 mph), 1 minuto de ventos sustentados de70 kn (130 km/h; 81 mph) por volta das 00:00 UTC de 28 de janeiro. Uma imagem Radarsat-2 SAR registrou ventos de 80–85 km/h (50–53 mph) ao redor da faixa. Às 03:00 UTC de 28 de janeiro, o JTWC estimou que Cheneso havia se fortalecido em um ciclone tropical equivalente à categoria 2, com ventos sustentados de 1 minuto em85 kn (157 km/h; 98 mph). Cheneso enfraqueceu para um status de tempestade tropical severa, depois que a convecção começou a se deteriorar rapidamente. O JTWC também informou que Cheneso havia enfraquecido ainda mais em um status de tempestade tropical. Por volta das 06:00 UTC de 29 de janeiro, a estrutura de Cheneso tornou-se mal organizada, levando o MFR a reclassificar a tempestade como uma depressão pós-tropical. O JTWC também interrompeu os avisos no sistema por volta das 03:00 UTC de 30 de janeiro. O sistema foi observado pela última vez em 1 de fevereiro.

## Preparativos e impacto

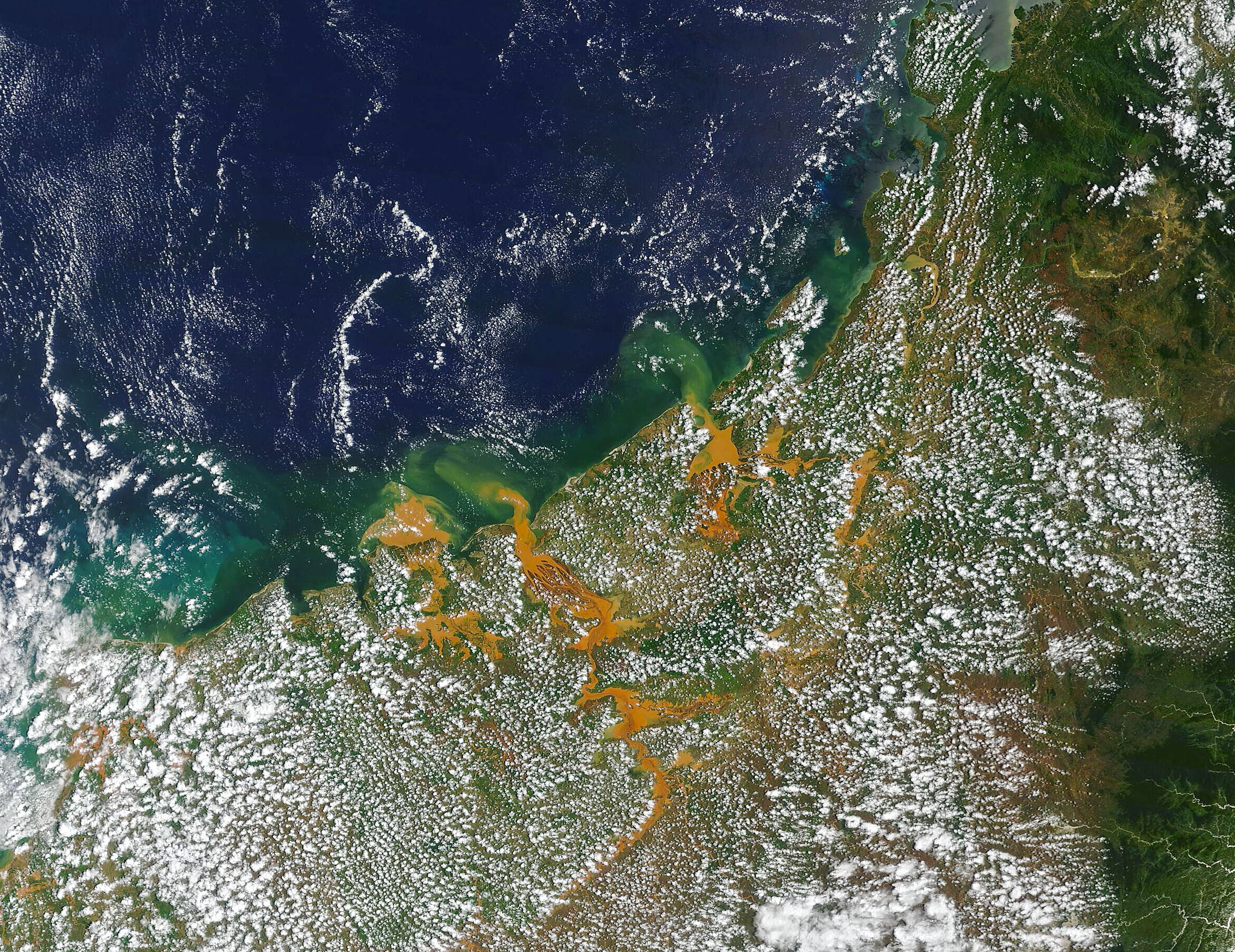
Imagens de satélite MODIS de inundações em Madagascar em 29 de janeiro

Ao desembarcar em Madagascar, os humanitários e as autoridades coordenaram as atividades de preparação. Esperava-se que a tempestade afetasse até 3 milhões de pessoas. O Serviço Aéreo Humanitário das Nações Unidas (UNHAS) também foi colocado em espera. Consequentemente, as medidas de resposta ao ciclone foram ativadas pelo BNGRC e organizações humanitárias. O Copernicus Emergency Management Service – Mapping foi ativado para "apoiar a avaliação de danos". As autoridades locais emitiram um alerta de chuva forte nas regiões centro e oeste do país, representando um risco iminente de inundações e deslizamentos de terra.
Em Sambava, Madagascar, Cheneso causou 100 mm (3.9 in) de chuva. O Météo Madagascar emitiu um alerta vermelho de inundação para várias bacias hidrográficas. O governo de Madagascar ordenou o fechamento temporário das escolas. Ventos fortes se espalharam de norte a sul ao longo da costa noroeste de Madagascar. Várias pontes foram destruídas. Cheneso atingiu a costa entre as cidades de Sambava e Antalaha como uma tempestade tropical severa em 19 de janeiro.
O BNGRC relatou 90.870 pessoas afetadas, 34.100 das quais foram deslocadas. Pelo menos 33 pessoas foram mortas no ataque a Cheneso, com outras 20 desaparecidas. Além disso, mais de 23.600 casas, 18 centros médicos e 164 escolas foram danificados. Cerca de 1.400 estimativas de campos de arroz foram inundadas. Omã respondeu enviando 7 toneladas de remédios e 35 toneladas de ajuda alimentar às vítimas do ciclone. Segundo as autoridades locais, os alimentos estão sendo fornecidos aos necessitados.